# Биглер, Хайнц (футболист, 1925)
Ха́йнц Би́глер (нем. Heinz Bigler; 21 декабря 1925, Берн — 20 июня 2002) — швейцарский футболист и футбольный тренер, играл на позиции полузащитника. Участник чемпионата мира 1954 года.

## Биография

### Клубная карьера
Начинал карьеру в клубе «Тун», за который отыграл один сезон. В 1947 году Биглер перешёл в «Янг Бойз», в котором прошла вся его последующая карьера. В составе «жёлто-чёрных» Биглер играл в течение 15 сезонов и был важной частью команды, с которой выиграл 4 подряд чемпионских титула и 2 Кубка Швейцарии в 1953 и 1958 годах. Всего за «Янг Бойз» сыграл в Национальной лиге A 265 матчей. Завершил игровую карьеру в 1962 году.

### Карьера в сборной
Дебютировал за сборную Швейцарии 25 мая 1953 года в товарищеском матче со сборной Турции — Швейцария проиграла со счётом 1:2.
Был включён в заявку сборной Швейцарии для участия на домашнем чемпионате мира 1954 года. На турнире сыграл в матче группового этапа со сборной Англии (0:2). Всего за сборную Швейцарии сыграл 10 матчей.

### Тренерская карьера
В 1964 году в течение нескольких месяцев возглавлял в качестве главного тренера «Янг Бойз».

### Смерть
Скончался 20 июня 2002 года в возрасте 76 лет после непродолжительной болезни.

## Достижения
«Янг Бойз»
- Чемпион Швейцарии (4): 1956/57, 1957/58, 1958/59, 1959/60
- Обладатель Кубка Швейцарии (2): 1952/53, 1957/58